# Hypopygiopsis robusta
Hypopygiopsis robusta är en tvåvingeart som beskrevs av Malloch 1926. Hypopygiopsis robusta ingår i släktet Hypopygiopsis och familjen spyflugor. Inga underarter finns listade i Catalogue of Life.